# 小行星13423
小行星13423（13423 Bobwoolley）是一颗绕太阳运转的小行星，为主小行星带小行星。该小行星于1999年11月13日发现。

## 轨道参数
小行星13423的轨道半长轴为2.7516490 UA，离心率为0.073。